# العلاقات المالديفية الناوروية
العلاقات المالديفية الناوروية هي العلاقات الثنائية التي تجمع بين المالديف وناورو.

## مقارنة بين البلدين
هذه مقارنة عامة ومرجعية للدولتين:
| وجه المقارنة                                              | [[تصنيف:صفحات تستخدم رمز علم غير موجود\|]] المالديف | ناورو                          |
| --------------------------------------------------------- | --------------------------------------------------- | ------------------------------ |
| المساحة (كم2)                                             | 298                                                 | 21                             |
| عدد السكان (نسمة)                                         | 436.33 ألف                                          | 10.08 ألف                      |
| الكثافة السكانية (ن./كم²)                                 | 146.42 ألف                                          | 48.00 ألف                      |
| العاصمة                                                   | ماليه                                               | ضاحية يارين                    |
| اللغة الرسمية                                             | اللغة الديفهي                                       | اللغة الناورونية، لغة إنجليزية |
| العملة                                                    | روفيه مالديفية                                      | دولار أسترالي                  |
| الناتج المحلي الإجمالي (بليون دولار)                      | 4.60 مليار                                          | 113.88 مليون                   |
| الناتج المحلي الإجمالي (تعادل القوة الشرائية) بليون دولار | 5.23 مليار                                          | 162.98 مليون                   |
| الناتج المحلي الإجمالي الاسمي للفرد دولار أمريكي          | 8.39 ألف                                            | 9.83 ألف                       |
| الناتج المحلي الإجمالي للفرد دولار أمريكي                 | 12.53 ألف                                           |                                |
| مؤشر التنمية البشرية                                      | 0.706                                               |                                |
| رمز المكالمات الدولي                                      | +960                                                | +674                           |
| رمز الإنترنت                                              | .mv                                                 | .nr                            |
| المنطقة الزمنية                                           | ت ع م+05:00                                         | ت ع م+12:00                    |

## منظمات دولية مشتركة
يشترك البلدان في عضوية مجموعة من المنظمات الدولية، منها:
| علم المنظمة | اسم المنظمة                   | تاريخ انضمام المالديف | تاريخ انضمام ناورو |
| ----------- | ----------------------------- | --------------------- | ------------------ |
|             | يونسكو                        | 18 يوليو 1980         | 17 أكتوبر 1996     |
|             | بنك التنمية الآسيوي           | 1978                  | 1991               |
|             | منظمة حظر الأسلحة الكيميائية  | ?                     | ?                  |
|             | الاتحاد البريدي العالمي       | ?                     | ?                  |
|             | منظمة الشرطة الجنائية الدولية | ?                     | ?                  |
|             | الأمم المتحدة                 | 21 سبتمبر 1965        | 14 سبتمبر 1999     |
|             | الاتحاد الدولي للاتصالات      | 28 فبراير 1967        | 10 يونيو 1969      |
|             | تحالف الدول الجزرية الصغيرة   | ?                     | ?                  |
|             | دول الكومنولث                 | ?                     | ?                  |

## وصلات خارجية
- موقع وزارة الخارجية المالديفية